# Постоянный Магриб
Постоянный Магриб — пресноводный экологический регион Северной Африки, выделяемый Всемирным фондом дикой природы. Экорегион занимает площадь в 950 180 квадратных километров и расположены на территории таких североафриканских государств, как Алжир, Западная Сахара, Мавритания, Марокко и Тунис.
Экологический регион «Постоянный Магриб» занимает северные районы Африки, характеризуется средиземноморским климатом, а также реками и ручьями, которые являются полноводными круглый год. На севере экорегион ограничен Атлантическим океаном и Средиземным морем, а на юге — пресноводным экологическим регионом «Временный Магриб», расположенном на территории северных районов Сахары и характеризующимся временными (полноводными по сезонам) реками и ручьями.
Основными типами среды обитания экорегиона являются средиземноморские системы и прибрежные реки умеренного пояса.